# Светигергьова скала
Светигергьовата или Гергевата скала (Джерджевата скала) е мегалитно светилище, разположено на около 2 km от село Бачево, област Благоевград, България.

## Откритие
Светилището е регистрирано по време на теренни обхождания в рамките на научна експедиция „Тракийски светилища от Западните Родопи, Пирин и Рила“ между 2001 и 2007 г. (Организирана от ЮЗУ „Неофит Рилски“ – Благоевград, НАИМ при БАН – София и Регионален етнографски музей – Пловдив.) Обектът е проучван от Експедиция „Мехомия“ с научен ръководител Ил. Кулов през октомври 2008 г.

## Описание и особености
Светилището се намира в южното подножие на Рила планина. Обектът представлява скален венец от масивни мегалитни блокове, разположени на добре изявен върху релефа скален хребет. От южната страна под скален навес има плитки кръгли вдълбавания с диаметър 0.10 – 0.12 m. В най-високата част е изграден параклис, който вероятно е стъпил върху по-стари основи. Освен параклис в източната част е издигнат и железен оброчен кръст. На терена е открита сравнително малка концентрация от керамични фрагменти. На място е регистрирано наличие на естествена скална арка, обект на почит сред местното население и до днес.
В началото на християнската епоха обектът е наследен от култа към Свети Георги и на мястото е издигнат параклис. Почти без прекъсване, култовите обреди продължават чак до наши дни. Тук върху сакрализираните в древността скали и до днес се изпълнява общоселският курбан на село Бачево за Гергьовден.
На обекта са открити множество фрагменти от ръчно изработена тракийска керамика, като най-ранните от тях са отнесени към ранната Желязна епоха.
Според проф. Марков поставянето на Свети Георги в позиция „долу“ е уникално явление, защото несъмнено християнският светец е свързан най-вече със светлото, уранично и слънчево начало, а неговият празник бележи началото на същинската пролет. Марков предполага, че в този случай християнският светец е наследил дреноезическо божество с хтонични функции, като най-близкият пример в това отношение е Залмоксис, който според Херодот е обитавал подземното си жилище четири години. Този паралел е уникален за територията на Югозападна Тракия, където Залмоксис е свързан с лечебни функции, фолклорни артефакти от каквито личат според Марков при това светилище.
Специален интерес представлява и скалната арка при светилището, където все още християнското население от околните села се провира през нея на Гергьовден за здраве. Арката е ориентирана на юг, а провиранията се осъществяват от слънчевата страна (южната) към тъмната (северна) страна, като в рози аспект според проф. Марков, това може да се тълкува като слизане в подземния свят и излизане от него. Като тук господар е Дионис-Загрей или Залмоксис, наследен по-късно от християнския светец. Тази картина на религиозен синкретизъм има своя аналог с наследствеността наблюдавана при светите древно-тракийски свети места, наследени от култа към Свети Иван Рилски в Рила планина, както и при древно-тракийския култов комплекс наследен от алианския светец Демир баба при Демир баба теке.

## Предания и легенди
Според местните предания в ранните години на християнството Свети Георги, който е живял по тези места е закрилял християните. Светецът обитавал подземните скални ниши. Подложен на преследване заради вярата си, той препуска на коня през гората и стига до „Гергьовата скала“, отвъд която пред него се изправя пропастта. Тогава Господ дава крила на коня му и така Св. Георги успява да се спаси. Върху скалата са издълбани две ритуални ванички във формата на конски копита, преданието разказва че това са отпечатъците от коня на Св. Георги. В близост до светилището, с дарения и доброволен труд на жителите на селото, върху останките на древен параклис строен през 900 г., днес е изграден нов.

## Исторически контекст
Следи от тракийско и римско селище с могилен некропол са намерени в местността „Тополите“, на юг от село Бачево. В местността „Градището“, на 5 km югоизточно от селото са открити развалините на стара антична крепост, но са запазени само порталът, една кула и руини на някои сгради. Останките на средновековна черква в местността „Марена“ (на около 6 km северозападно от селото) също свидетелстват за българско средновековно селище по тези земи, датиращо от IX-XI век."
Макара и недобре съхранен обредно-лечебните практики изпълнявани от християните от село Бачево край Светигергьовата скала са аналогични на обредно-лечебни практики изпълнявани от българо-мохамеданите на скалната арка светилище на връх Скрибина. Според проф. Васил Марков всичко това, заедно с недвусмислените археологически материали сочи генеалогията на откритите обреди в предмюсюлманската и предхристиянската епоха и ги свързва с тракийската древност.
Археологически данни и находки показват, че землището около Бачево е населено още от праисторическия човек през Неолитната епоха. В местността „Грамадите“ са намерени най-старите останки от поселения в района, те датират от V и VI хилядолетие пр. Хр. В същата местност са намерени материали датирани от Енеолита, Желязната епоха и късната Античност.